# Inter Moengotapoe
Inter Moengotapoe é um clube de futebol sediado em Moengo, na região metropolitana de Paramaribo, no Suriname.
Manda seus jogos no Ronnie Brunswijk Stadion, com capacidade para 8 00 torcedores.
O clube é um dos maiores campeões nacionais com 10 títulos.

## Elenco
Nota: Bandeiras indicam equipe nacional, conforme definido pelas regras de elegibilidade da FIFA. Os jogadores podem ter mais de uma nacionalidade não-FIFA.
| N.º |          | Posição | Jogador          |
| --- | -------- | ------- | ---------------- |
|     | Suriname | G       | Brayen Damba     |
|     | Suriname | G       | Rudolf Daniels   |
|     | Suriname | D       | Johnny Bron      |
|     | Suriname | D       | Marlon Bron      |
|     | Suriname | D       | Fabian Bron      |
|     | Suriname | D       | Hesron Jeroe     |
|     | Suriname | D       | Patrick Jimmy    |
|     | Suriname | D       | Silvano Paulus   |
|     | Suriname | D       | Jerome Strijder  |
|     | Suriname | M       | Clifford Alleyne |
|     | Suriname | M       | Sirano Amoeferie |
|     | Suriname | M       | Eugene Apanta    |
|     | Suriname | M       | Stefani Baneti   |
|     | Suriname | M       | Everisto Dors    |

| N.º |          | Posição | Jogador              |
| --- | -------- | ------- | -------------------- |
|     | Suriname | M       | Anton Ladi           |
|     | Suriname | M       | Clarence Pein        |
|     | Suriname | M       | Ives Arno Vlijter    |
|     | Suriname | A       | Jerrel Adensiba      |
|     | Suriname | A       | Jungelo Brunswijk    |
|     | Suriname | A       | Ronnie Brunswijk     |
|     | Suriname | A       | Paulo Rossi Landveld |
|     | Suriname | A       | Amakitie Maasie      |
|     | Suriname | A       | Nathan Misiedjan     |
|     | Suriname | A       | Ricardo Misiedjan    |
|     | Suriname | A       | Claudio Pinas        |
|     | Suriname | A       | Rinaldo Pinas        |
|     | Suriname | A       | Cleven Wanabo        |

## Títulos
- Hoofdklasse: 10

(2006-07, 2007-08, 2009-10, 2010-11, 2012-13, 2013-14, 2014-15, 2015-16, 2016-17, 2018-19).
- Copa Presidente do Suriname: 6

(2007, 2010, 2011, 2012, 2013, 2017).